# Соціальні стосунки
Соціа́льні стосу́нки або суспі́льні стосу́нки — різні взаємодії та зв'язки між окремими людьми або групами людей, які встановлюються в процесі їхньої спільної практичної та духовної діяльності.
Соціальні стосунки виникають:
- Між індивідами як частиною соціальної групи;
- Між групами індивідів;
- Між окремими індивідами та групами індивідів.

Соціальні стосунки — це важлива форма вияву соціальних тривалих, сталих, системних, оновлюваних, різноманітних за змістом зв'язків. Вони є стосунками схожості й відмінності, рівності й нерівності, панування і підлеглості між окремими людьми та їх групами.

## Види соціальних стосунків
Відокремлюють різноманітні види соціальних стосунків:
- за обсягом владних повноважень: зв'язки по горизонталі, зв'язки по вертикалі;
- за ступенем регламентування: формальні (офіційно оформлені), неформальні;
- за способом спілкування індивідів: безособові або опосередковані, міжособові або безпосередні;
- за суб'єктами діяльності: міжорганізаційні, внутрішньоорганізаційні;
- за рівнем справедливості: справедливі, несправедливі.

Основою відмінностей між соціальними стосунками є мотиви і потреби, головними з яких є первинні та вторинні потреби (влада, повага) кожної людини.

## Соціальні зв'язкитасоціальна нерівність
Основою соціальних стосунків є соціальні зв'язки, які об'єднують індивідів, групи та інші елементи суспільства у функціональне ціле. Ядром їх є стосунки рівності та нерівності, позаяк розкривають взаємини між людьми, які перебувають на різних соціальних позиціях. Йдеться про складну діалектику рівності й нерівності між людьми у межах соціальної структури суспільства. Оскільки стосунки абсолютної рівності неможливі, провідними виступають стосунки соціальної нерівності.